# 5月14日
5月14日是公历一年中的第134天（闰年第135天），离全年结束还有231天。

## 大事记

### 20世紀以前
- 1509年：法軍在阿尼亞德洛戰役中擊敗威尼斯共和國。
- 1607年：英國探險隊在北美洲東岸維吉尼亞建設城鎮詹姆斯敦，是英國美洲殖民地首個定居點。
- 1643年：路易十四繼承父親路易十三的法國王位，開始其長達72年的統治。
- 1796年：英国医师爱德华·詹纳首次将牛痘接种在一名男童身上，证实牛痘可使人类对天花免疫。
- 1878年：日本政治家大久保利通被暗殺，史稱「紀尾井坂之變」。

### 20世紀
- 1928年：日本統治下的台灣台中州發生台中不敬事件。
- 1939年：祕魯女童琳娜·梅迪納於5歲7個月又21天時產下一名男嬰，成為醫學史上最年幼的母親。
- 1940年：荷兰向纳粹德国宣布投降。
- 1948年：戴維·本-古里安在特拉維夫宣讀《以色列獨立宣言》，正式在巴勒斯坦託管地建立猶太國家。
- 1955年：苏联、波兰等8个东方集团国家成立华沙公约组织，用来对抗北大西洋公约组织。
- 1961年：美国副總統林登·詹森訪問中華民國。
- 1961年：美國三K黨成員在阿拉巴馬州安尼斯敦襲擊搭乘跨州巴士挑戰種族隔離政策的自由乘車者。
- 1965年：中国首次空爆原子弹试验成功，这也是中国的第二次核试验。
- 1973年：美国首个空间站天空实验室在佛罗里达州肯尼迪航天中心由土星5号运载火箭发射升空。
- 1978年：轟動一時的香港「金禧事件」急轉直下，教育司署於當日宣布封閉金禧中學，引起部份師生不滿。金禧中學校監宣布下學期在原址改辦德蘭中學，解僱十六個靜坐教師。教育司署封校之後第二日，數百個師生及家長到港督府和主教府請願，十六個教師在主教府前面露宿。「金禧事件」的起因是有人向教育司署投訴，學校帳目不清，校長後來承認偽造帳目，判入獄半年緩刑兩年。
- 1988年：当时世界最大的油輪海上巨人号在行经霍尔木茲海峽时，遭到伊拉克戰機以飞鱼式反舰导弹擊沉。
- 1989年：以戴晴为首的知识分子在中国共产党中央政治局常务委员胡启立的许可之下直接通过政府审查在《光明日报》提出意见，呼吁学生应该要尽快离开天安门广场，但是许多学生却认为知识分子是为了政府发言而拒绝做出让步。当天晚上，以阎明复为首的中国政府代表团与担任学生代表的沈彤和项小吉展开正式谈判，其中阎明复肯定学生运动的爱国性质并且恳求学生从天安门广场上撤出。虽然阎明复的诚意成功促使得一些学生愿意达成妥协，但是随着不同派系的学生间无法事先进行协调或者提出连贯的要求而使得会议变得越来越混乱，不久学生领袖在得知政府并不愿意承诺公开直播问题的谈判过程后宣告会议无限期中止。之后阎明复直接前往天安门广场尝试劝离学生，甚至表示自己愿意被学生挟持以换取撤离的决定，然而学生之间并没有理会其劝告。而在隔天阎明复还向李鹏询问是否愿意应学生要求正式退回四二六社论的内容、并且将学生运动定调“爱国民主运动”，但这些建议都一一遭到李鹏的驳回。
- 1997年：香港秀茂坪童黨燒屍案。
- 1997年：國際航空聯盟，星空聯盟成立。

### 21世紀
- 2004年：南韓憲法法院駁回國會對總統盧武鉉的彈劾案，盧武鉉恢復總統職務。
- 2005年：中華民國史上唯一的任務型國民大會代表選舉，同時也是目前中華民國最後一次國大代表選舉。
- 2006年：日本東京的交通博物館閉館。
- 2007年：马来西亚前首相马哈迪·莫哈末因为呼吸困难，被送入浮罗交怡医院加护病房治疗。
- 2009年：中華民國總統馬英九簽署「經濟社會文化權利國際公約」及「公民與政治權利國際公約」批准書，象徵台灣的人權保障和國際接軌。
- 2011年：第三屆全港運動會開幕。

## 出生
- 1316年：查理四世，羅馬人的國王、神聖羅馬皇帝、義大利國王（1378年逝世）
- 1553年：瑪格麗特·德·瓦盧瓦，法國及納瓦拉王后（1615年逝世）
- 1771年：罗伯特·欧文，英国空想社会主义者（1858年逝世）
- 1832年：魯道夫·利普希茨，德國數學家（1903年逝世）
- 1854年：梅克倫堡-什未林的玛丽，俄罗斯帝国大公夫人（1920年逝世）
- 1868年：馬格努斯·赫希菲爾德，德國內科醫生、性學家（1935年逝世）
- 1880年：威廉·李斯特，德國陸軍元帥（1971年逝世）
- 1888年：艾哈邁德·額敏·亞爾曼，土耳其記者、作家（1972年逝世）
- 1890年：勞倫斯·威瑟斯，澳大利亞軍人（1918年逝世）
- 1907年：高志航，中華民國空軍少將（1937年逝世）
- 1907年：阿尤布·汗，巴基斯坦軍事強人、獨裁者（1974年逝世）
- 1939年：海拉爾多·梅迪納，最年輕的媽媽琳娜·梅迪納的兒子（1979年逝世）
- 1943年：理查德·佩托，英國統計學家、流行病學家
- 1944年：乔治·卢卡斯，美国导演
- 1945年：禾拿治，以色列足球運動員
- 1946年：克勞迪婭·戈爾丁，美國經濟史學家、勞動經濟學家，2023年諾貝爾經濟學獎得主
- 1950年：吉爾·史坦，美國政治人物
- 1952年：，美国导演
- 1953年：諾羅敦·西哈莫尼，柬埔寨國王
- 1958年：陳淑樺，台灣歌手
- 1959年：南明烈，韓國男演員
- 1960年：布拉德·布希曼，美國心理學家
- 1960年：西莫內塔·索馬魯加，瑞士政治人物，現任瑞士聯邦委員會委員
- 1961年：洪一中，臺灣職業棒球運動員、教練
- 1961年：提姆·羅斯，英國電影演員、導演
- 1966年：柴智屏，台灣製作人
- 1966年：章國珍，台灣新聞主播
- 1967年：塞巴斯蒂安·特龍，德國發明家、企業家、教育家、計算機科學家
- 1968年：王茜，中國演員
- 1968年：徐弘，中國職業足球運動員、教練
- 1969年：姚正菁，香港演員
- 1969年：，澳洲女演員
- 1969年：格萊格·科爾斯汀，美國唱片製作人、演奏家、作曲家
- 1971年：林嘉俐，台灣女演員
- 1971年：蘇見信，台灣男歌手
- 1971年：蘇菲亞·柯波拉，美國編劇、導演、監製、演員
- 1971年：蘇瑪雅·賓特·哈桑，約旦公主
- 1973年：李俊傑，香港演員、歌手、主持
- 1973年：，土耳其職業足球運動員
- 1974年：曹穎，中國演員、主持人
- 1976年：秋谷智子，日本女性聲優
- 1978年：孫芸芸，台灣企業家、名媛
- 1978年：劉惠雲，香港配音員
- 1978年：中村千繪，日本女性聲優
- 1979年：米卡埃爾·朗德羅，法國職業足球運動員
- 1980年：巫秀陽，台灣製作人、導演
- 1980年：陳豪文，香港足球運動員
- 1982年：万茜，中國演員、歌手
- 1982年：何志偉，臺灣政治人物
- 1984年：，社交網站Facebook創始人、董事长、首席执行官
- 1985年：黃紫嫻，香港女配音員
- 1986年：许嵩，中國歌手
- 1987年：孫自佑，台灣艺人
- 1987年：薩琳·汗，印度女演員
- 1990年：魏嘉瑩，台灣女歌手
- 1993年：米蘭達·蔻思葛芙，美國女演員、歌手
- 1994年：，巴西職業足球運動員
- 1995年：中村源太，日本男性聲優
- 1996年：星名美津紀，日本寫真偶像
- 1996年：Mirani，韓國饒舌歌手
- 1996年：馬汀·蓋瑞克斯，荷蘭DJ、音樂製作人
- 1996年：Pokimane，加拿大Twitch實況主、YouTuber
- 1997年：瑪努希·奇希拉，印度选美冠军、世界小姐冠軍
- 1998年：黃新淳，中國男子偶像團體樂華七子NEXT成員
- 1999年：多榮，韓國女子偶像團體宇宙少女成員
- 1999年：趙啓賢，韓國男子偶像團體VERIVERY成員
- 2000年：李采映，韓國女子偶像團體fromis_9成員
- 2002年：劉冠佑，中國男子偶像團體IXFORM成員
- 2002年：辛西亞·奧貢塞米洛蕾，奈及利亞女子拳擊運動員

## 逝世
- 649年：教宗戴多祿一世，羅馬主教。（生年不詳）
- 964年：教宗若望十二世，羅馬主教。（937年出生）
- 1610年︰亨利四世，法蘭西國王。（1553年出生）
- 1643年：法王路易十三。（1601年出生）
- 1878年：大久保利通，日本政治人物、武士。（1830年出生）
- 1879年：亨利·休厄爾，英國殖民者、政治家，首任紐西蘭總理。（1807年出生）
- 1881年：瑪麗亞·多梅尼卡·瑪莎利羅，意大利天主教徒、教育家，薩利安姐妹慈幼會的創立者。（1837年出生）
- 1887年：萊桑德·斯波納，美國個人無政府主義者。（1808年出生）
- 1935年：馬格努斯·赫希菲爾德，德國內科醫生、性學家。（1868年出生）
- 1940年：罗振玉，中国语言学家。（1866年出生）
- 1941年：魏特琳，美國基督會在華傳教士，南京大屠殺見證者。（1886年出生）
- 1945年：沃夫岡·呂茨，德國潛艇指揮官。（1913年出生）
- 1954年：古德里安，二戰德國裝甲兵之父、裝甲兵總監。（1888年出生）
- 1955年：伊秋水，香港演员。（1904年出生）
- 1964年：焦裕禄，原中共河南省兰考县县委书记。（1922年出生）
- 1967年：恩斯特·托門，瑞士體育行政人員、管理者。（1899年出生）
- 1969年：沃爾特·皮茨，美國邏輯學家、計算神經科學家。（1923年出生）
- 1975年：恩斯特·亞歷山德森，瑞典裔美國電氣工程師。（1878年出生）
- 1978年：羅伯特·孟席斯，前澳洲總理。（1894年出生）
- 1982年：高逸鴻，中華民國書畫家。（1908年出生）
- 1985年：翁美玲，香港無綫電視演员。（1959年出生）
- 1987年：丽塔·海华丝，美國20世紀40年代女演員。（1918年出生）
- 1991年：江青，毛澤東的第三任妻子，「四人幫」成員之一。（1914年出生）
- 1992年：聂荣臻，中国政治家、军事家，中國人民解放軍元帥。（1899年出生）
- 1998年：法蘭克·辛納屈，美國男歌手、演員。（1915年出生）
- 1999年：唐寶雲，臺灣女演員。（1944年出生）
- 2000年：小淵惠三，曾任日本首相、自民党总裁。（1937年出生）
- 2006年：斯坦利·康尼茨（英语：Stanley Kunitz），美國桂冠詩人、普利茲獎得主。（1905年出生）
- 2010年：吳慶瑞，前新加坡副總理、前新加坡共和國財政部長。（1918年出生）
- 2015年：，美國藍調音樂家、吉他手和歌曲作者，外號「藍調之王」（1925年出生）[1]
- 2021年：河合雅雄，日本動物學家。（1924年出生）
- 2021年：哈其·凱馬魯丁，馬來西亞男子射箭運動員。（1993年出生）
- 2023年：多伊尔·布朗森，美國職業撲克玩家。（1933年出生）
- 2023年：薩曼莎·溫斯坦，加拿大女演員。（1995年出生）
- 2024年：蓬·涅蒂波恩，泰國政治活動家。（1995年出生）
- 2025年：朱森元，中國液體火箭發動機專家。（1930年出生）

## 节假日和习俗
- 天主教會：馬提亞慶節
- ：黃色情人節（玫瑰情人節）
- 巴拉圭：國慶日
- 智利：工程師節